# Rinoreocarpus ulei
Rinoreocarpus ulei là một loài thực vật có hoa trong họ Hoa tím. Loài này được (Melch.) Ducke miêu tả khoa học đầu tiên năm 1930.